# هانا سوكوبوفا
هانا سوكوبوفا (بالتشيكية: Hana Soukupová)‏ (مواليد 18 ديسمبر 1985) عارضة أزياء تشيكية شاركت في عروض أزياء فيكتوريا سيكريت، وظهرت على غلاف عدة مجلات موضة، بما في ذلك مجلة فوغ الأمريكية في عام 2004.

## نشأتها
ولد سوكوبوفا في 18 ديسمبر 1985 في كارلوفي فاري، تشيكوسلوفاكيا (الآن جمهورية التشيك). بسبب طولها، بدأت تلعب كرة السلة لفريق محلي في سن الخامسة.

## روابط خارجية
- هانا سوكوبوفا على موقع IMDb (الإنجليزية)
- هانا سوكوبوفا على موقع قاعدة بيانات الفيلم (الإنجليزية)
- هانا سوكوبوفا على موقع كينوبويسك (الروسية)
- هانا سوكوبوفا على موقع دليل عارضات الأزياء (الإنجليزية)